# Netwerk (tijdschrift)
Netwerk was een Vlaams maandelijks tijdschrift over multimedia en computer. Begin 21ste eeuw was het met een oplage van meer dan 60.000 exemplaren het grootste maandblad in zijn segment in Vlaanderen.
Het tijdschrift werd uitgegeven door Magnet Magazines, dat op zijn beurt onderdeel is van De Persgroep. Hoofdredacteur was Jan L. Bauwens, die in 2000 werd opgevolgd door Michel van der Ven. Het blad verscheen maandelijks, en behandelde de volgende thema's: pc en toebehoren, gsm, PDA, gps, fotografie en video, sound en vision, software, internet, games. Netwerk staat bekend om zijn uitgebreide MultiTests en workshops. Regelmatig bevatte het tijdschrift een cd-rom of een dvd met software.

## Geschiedenis
Het eerste nummer - met blauw logo - zag het levenslicht in januari 1997. Vanaf het tweede nummer werd rood de kenmerkende kleur van Netwerk. In april 2004 werd de opmaak van het tijdschrift vernieuwd. In 2005 vierde het blad zijn honderdste nummer. Gedurende enkele jaren was er ook een Franstalige versie, Netcetera, maar die werd door een gebrek aan belangstelling stopgezet in 2005. Eind 2006 werd het gehele tijdschrift herwerkt en in een nieuwe look gestopt. Het blad trok echter niet genoeg adverteerders en stopte ermee. Het laatste nummer werd uitgebracht in maart 2007.